# Agneta Mårtensson
Agneta Mårtensson (n. 31 iulie 1961, Örebro, Suedia) este o înotătoare ce a reprezentat Suedia, medaliată olimpică. A participat la 2 ediții ale Jocurilor Olimpice (1980, 1984) în care a câștigat o medalie de argint.